# 베라트 국립민속박물관

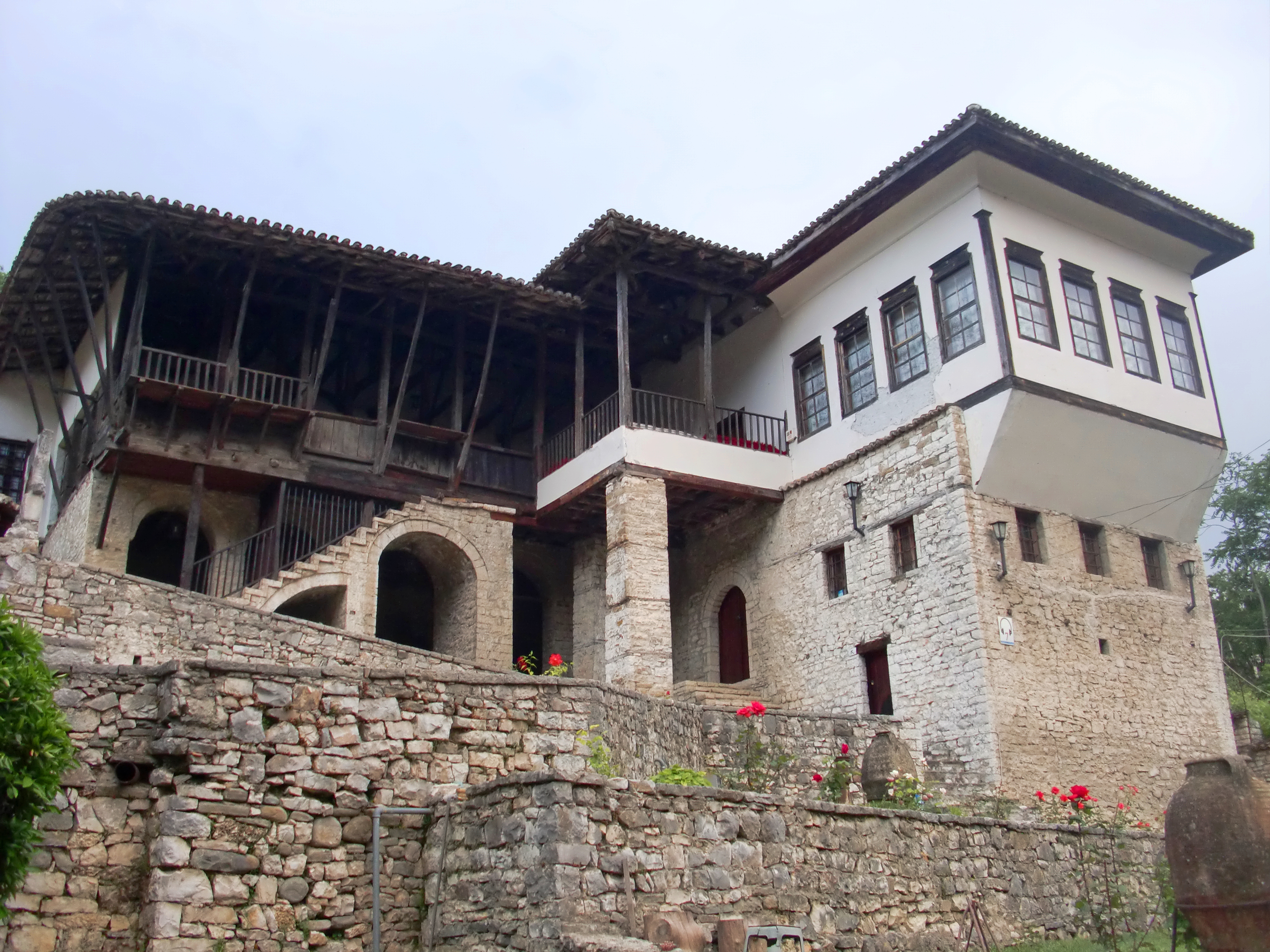

베라트 국립민속박물관은 알바니아 베라트에 있는 박물관이다. 1979년에 설립되었다.